# Torneo de Nueva York 2018
El New York Open 2018 fue un torneo de tenis que perteneció a la ATP en la categoría de ATP World Tour 250. Se disputó en Nueva York (Estados Unidos) desde el 12 hasta el 18 de febrero de 2018. Fue la primera edición del torneo en esta ciudad después de que se trasladó de Memphis a Nueva York.

## Distribución de puntos
| Modalidad            | Campeón | Finalista | Semifinales | Cuartos de final | 2ª ronda | 1ª ronda | Clasificados | 2ª ronda de clasificación | 1ª ronda de clasificación |
| Individual masculino | 250     | 165       | 100         | 50               | 25       | 0        | 13           | 7                         | 0                         |
| Dobles masculino     | 250     | 150       | 90          | 45               | 20       | 0        | -            | -                         | -                         |

## Cabezas de serie

### Individuales masculino
| Tenista              | Ranking | Preclasificado |
| Kevin Anderson       | 11      | 1              |
| Sam Querrey          | 12      | 2              |
| John Isner           | 18      | 3              |
| Adrian Mannarino     | 25      | 4              |
| Kei Nishikori        | 27      | 5              |
| Ryan Harrison        | 45      | 6              |
| Steve Johnson        | 50      | 7              |
| Nikoloz Basilashvili | 57      | 8              |

- Ranking del 5 de febrero de 2018.[1]

### Dobles masculino
| Tenista                            | Ranking | Preclasificado |
| Bob Bryan Mike Bryan               | 30      | 1              |
| Max Mirnyi Philipp Oswald          | 84      | 2              |
| Nicholas Monroe John-Patrick Smith | 97      | 3              |
| Robert Lindstedt Franko Škugor     | 102     | 4              |

## Campeones

### Individual masculino
Kevin Anderson venció a  Sam Querrey por 4-6, 6-3, 7-6(7-1)

### Dobles masculino
Max Mirnyi /  Philipp Oswald vencieron a  Wesley Koolhof /  Artem Sitak por 6-4, 4-6, [10-6]